# ديبيبراساد تشاتوبادهيايا
ديبيبراساد تشاتوبادهيايا (19 نوفمبر 1918 – 8 مايو 1993)، فيلسوف ماركسي هندي. أسهم في دراسة التيار المادي في الفلسفة الهندية القديمة. ويُعرف تشاتوبادهيايا بسبب كتابه لوكاياتا: دراسة في الفلسفة المادية الهندية القديمة، وفيه يستعرض فلسفة شارفاكا. كما يُعرف بسبب أبحاثه في تاريخ العلوم والمنهج العلمي في الهند القديمة، وخاصة كتابه الصادر في العام 1977 العلم والمجتمع في الهند القديمة عن الطبيبين من العصور القديمة شاراكا وساسروتا. في العام 1998، كُرّم بعد وفاته بوسام بادما بهوشان، ثالث أبرز وسام مدني في الهند.

## سيرة حياته
ولد ديبيبراساد تشاتوبادهيايا في 19 نوفمبر 1918 في كلكتا. كان والده من مؤيدي النضال لنيل حرية الهند. وربما أسهم تأثير الوالد في دفع ديبيبراساد إلى تبنّي شغفَين رئيسيين في حياته –الفلسفة والسياسة الهندية؛ والتحق سريعًا بالتيارات الراديكالية في كلا المجالين، ونمّى التزامًا طوال حياته بالماركسية والحركة الشيوعية. في مرحلة باكرة جدًا من حياته، انخرط تشاتوبادهيايا في الحركة القومية اليسارية عبر انضمامه إلى حركة الكتاب التقدميين، التي تشكّلت في العام 1936.
تلقى ديبيبراساد تشاتوبادهيايا تعليمه الجامعي في الفلسفة في كلكتا، غرب البنغال تحت إشراف فلاسفة بارزين مثل سارفيبالي راذاكريشنان وسوريندراناث داسغوبتا. بعد إحرازه المرتبة الأولى على دفعته في الفلسفة في جامعة كلكتا، في درجة الإجازة (1939) والماجستير (1942)، بدأ عمله البحثي بعد التخرج تحت إشراف البروفيسور سوريندراناث داسغوبتا. كما درّس الفلسفة في جامعة سيتي كوليج في كلكتا لمدة ثلاثة عقود. بعد ذلك، عُيّن أستاذًا زائرًا في جامعات أندرا براديش، وكلكتا، وبونا. وبقي مرتبطًا بأنشطة المجلس الهندي للبحوث التاريخية، والمجلس الهندي للبحوث الفلسفية، والمعهد الوطني لدراسات العلوم والتكنولوجيا والتنمية التابع لمجلس البحث العلمي والصناعي بمناصب مختلفة. كانت زوجته الثانية التربوية المعروفة والباحثة في علوم التبت الدكتورة ألاكا ماجومدر تشاتوبادهيايا (1926 – 1998).
أدت دراسات ديبيبراساد تشاتوبادهيايا في المادية والطريقة العلمية إلى احتكاكه المباشر مع الباحثين الأجانب، من الفلاسفة والمؤرخين، وعلماء الدراسات الهندية. تعاون تشاتوبادهيايا مع بعض أبرز العلماء الغربيين في القرن العشرين، مثل جوزيف نيدام، وجورج تومسون، وبونغارد ليفين، ووالتر روبن. كان تشاتوبادهيايا زميلًا في الأكاديمية الألمانية للعلوم في برلين وأكاديمية العلوم في الاتحاد السوفيتي.
توفي في كلكتا في 8 مايو 1993.

## أعماله الرئيسية

### لوكاياتا: دراسة في الفلسفة المادية الهندية القديمة (1959)
سعى ديبيبراساد تشاتوبادهيايا في كتاباته إلى تسليط الضوء على العلوم والفلسفة المادية في الهند القديمة، وتتُّبع تطورهما. في معرض تعليقه على كتاب لوكاياتا، وصف عالم الدراسات الهندية الألماني والتر روبن تشاتوبادهيايا بأنه «مصلح فكري مدركٌ لعظيم مسؤوليته تجاه شعبه الذي يعيش مرحلة النضال من أجل الصحوة الوطنية، وتجاه الكفاح الدائر في جميع أنحاء العالم لقوى المادية، والتقدم، والإنسانية والسلام ضد الإمبريالية. وقد كتب هذا الكتاب لوكاياتا: دراسة في الفلسفة المادية الهندية القديمة تفنيدًا للمفهوم القديم بأن الهند كانت وما تزال أرض الحالمين والمتصوفين».
شككت هذه الدراسة في وجهة النظر السائدة والتي مفادها أن التركيز الوحيد للفلسفة الهندية تمثّل في مفهوم براهمان. «بعد مراجعته الإحالات المتناثرة في الأعمال الفلسفية القديمة والتي كانت معادية تمامًا للمدارس المادية القديمة، أعاد ديبيبراساد تشاتوباديايا بناء فلسفة لوكاياتا، التي دأبت على إنكار وجود براهمان، واعتبرت (الإدراك) الوسيلةَ الوحيدة للمعرفة. وهو ما يُطلق عليه تسمية «"تفسير التركيب"» الذي سعى إلى الجمع بين التقاليد الفلسفية المتنوعة للهند لتشكيل طريقٍ يؤدي إلى فلسفة أدفايتا.
انطلاقًا من ماركسيته، يستخدم تشاتوبادهيايا منهج المادية التاريخية لدراسة «الأساس المادي النهائي لما يُسمّى ديها-فادا [جسم الإنسان] البدائي والطقوس البدائية المرتبطة به» وللتوضيح كيف يمكن «ربط ذلك بنمط تأمين الوسائل المادية لعيشة الكفاف». كما تتبع تشاتوبادهيايا «مسار التطور الذي مرت به وجهة النظر القديمة هذه».

### الفلسفة الهندية: عرض ميسّر (1964)
وهو كتاب تمهيدي درس الفلسفة الهندية باتباع منهج متعدد التخصصات، استنادًا إلى الدراسات الأنثروبولوجية، والاقتصادية، واللغوية. تتبع الكتاب التطور الفلسفي في الهند من الفترة الفيدية حتى البوذية المتأخرة. في هذه الدراسة التمهيدية، تعرّض ديبيبراساد تشاتوبادهيايا كذلك لفكرة مغلوطة مهمة تلقي بظلالها على دراسة الفلسفة الهندية –وهي الأفضلية المفترضة لمنهج شاسترثا أو التفسير النصي. يرى تشاتوبادهيايا تطور الفلسفة الهندية باعتباره نتيجة لصدامات حقيقية للأفكار –«شكّل التناقض القوة الدافعة للتطور الفلسفي الهندي». وفي مراجعته للكتاب، ذكر ديل ريبي أن تشاتوبادهيايا «يجمع بين حصافة هيوم التحليلية وواقعية لينين نافدة الصبر».

### الإلحاد الهندي: تحليل ماركسي (1969)
يُعتبر هذا الكتاب بدوره نقدًا استفزازيًا للمقولات السائدة عن الفلسفة والدين في الهند. يقدّم هذا الكتاب سردًا تاريخيًا متماسكًا عن الإلحاد في الهند. وفقًا لتشاتوبادهيايا، ففي واقع الحال »يُظهر التقصي غير المتحيز لنصوص الفيدا بوضوح الغياب الكامل للوعي الديني في مرحلتها الأولى، كما أن ريجفيدا زاخرة بآثار هذه المرحلة الفكرية. حتى مفهوم تعدد الآلهة العالمي يُساء تنزيله على مثل هذه المرحلة المبكرة للفكر الفيدي».

### ما هو الباقي وما هو الميت في الفلسفة الهندية (1976)
في مقدمته لهذا الكتاب، يقول ديبيبراساد تشاتوبادهيايا إنه يهدف إلى تقديم «تحليل لتقاليدنا الفلسفية من وجهة نظر متطلباتنا الفلسفية الحالية. هذه المتطلبات، كما تُفهم هنا، هي العلمانية، والعقلانية، والتوجه العلمي». وفي هذا الكتاب كذلك، يجد تشاتوبادهيايا التطور الفلسفي –بالمناظرات والخلافات– في الهند القديمة جزءًا جوهريًا من الصراعات الطبقية لذلك الزمان. يناقش تشاتوبادهيايا الأساس المادي للطقوس الفيدية، والذي يراه مشابهًا للاعتقاد السحري للسيطرة على القوى الطبيعية من خلال طقوس ياجنا، وغيرها. كما يوضح كيف تحولت هذه الشعائر والطقوس التي نشأت كمحاولات علمية بدائية تحوّلت إلى خرافات وممارسات محتكرة في أيدي الطغاة إبّان ظهور الانقسامات الطبقية.
ويسعى الكتاب كذلك إلى استعراض كيف أن الفلسفة الهندية لم تكن في معزلٍ عن الصراعات الحادة بين المثالية والمادية، والتي تظهر في التقاليد الفلسفية في غيرها من بلدان العالم. بالإضافة لما تقدم، يأخذ تشاتوبادهيايا في الاعتبار دور المشرّعين مثل مانو في ترسيخ هيمنة التقاليد الفلسفية المثالية، وكيف أنه بسبب الرقابة والتجريم، فقد عمِد مناهضو المثالية، مثل فاراهاميهيرا وبراهماغوبتا، إلى تقديم فلسفاتهم في لغة إيسوب المميزة، وتطوير أساليبهم الخاصة لتمويه أفكارهم.
كما في غيرها من البلدان، اتخذ المناهضون للمثالية والماديون في الهند الممارسة معيارًا رئيسيًا للحقيقة. كانت مدرستا نيايا-فايشيشيكا هما الأكثر جرأة في هذا الشأن، «بعد إثبات صحة المعرفة في الممارسة العملية، لا يبقى من شك عن الدليل؛ ومن ثم فإن مسألة الإثبات لا تنهض». من ناحية أخرى، آمن المثاليون بالفصل التام بين النظرية والتطبيق. لقد التزموا، على حد تعبير كوماريلا بهاتا، بمبدأ باهيارثا-سونياتفا (عدم واقعية عناصر المعرفة)، وهو المبدأ الذي شكّل في وجهة نظر ديبيبراساد تشاتوبادهيايا «المحورَ الحقيقي للفلسفة المثالية طوال وجودها في الهند».

### العلم والمجتمع في الهند القديمة (1977)
يتناول هذا الكتاب المنهج العلمي في الهند القديمة وكيف صاغت الانقسامات المجتمعية في ذلك الزمان تطور العلم.